# Skënder Sallaku
Skënder Sallaku (ur. 25 stycznia 1935 w Tiranie, zm. 11 lutego 2014) – albański aktor i komik.

## Życiorys
W 1957 ukończył studia w Instytucie Kultury Fizycznej im. Vojo Kushiego w Tiranie. Był mistrzem Albanii w zapasach w stylu klasycznym. Po ukończeniu rocznego kursu w Pekinie został pierwszym albańskim klaunem występującym w cyrku. Karierę cyrkową przerwał na okres służby wojskowej, kiedy występował w wojskowym teatrze estradowym. W 1972 odszedł z cyrku i rozpoczął pracę jako aktor teatru estradowego w Tiranie. 
Na dużym ekranie zadebiutował w 1968 rolą w obrazie Estrada në ekran. Zagrał jeszcze w 4 filmach fabularnych.
Za swoją działalność artystyczną został wyróżniony tytułem Artysty Ludu (alb. Artist i Popullit), Zasłużonego Artysty (alb. Artist i Merituar) oraz Orderem Pracy II kl.
W życiu prywatnym był żonaty (żona Vitore występowała w cyrku jako akrobatka).

## Role filmowe
- 1968: Estrada në ekran
- 1975: Kur hiqen maskat
- 1977: Cirku në fshat
- 1992: Gjuetia e fundit jako Muçi
- 1995: Oreksi i madh